# Fennoskandiska urbergsskölden

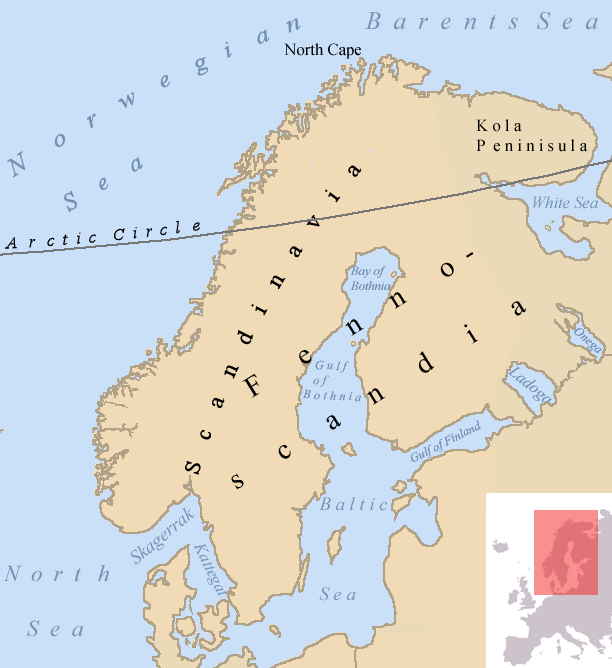
Skandinavien, Fennoskandia, och Kolahalvön.

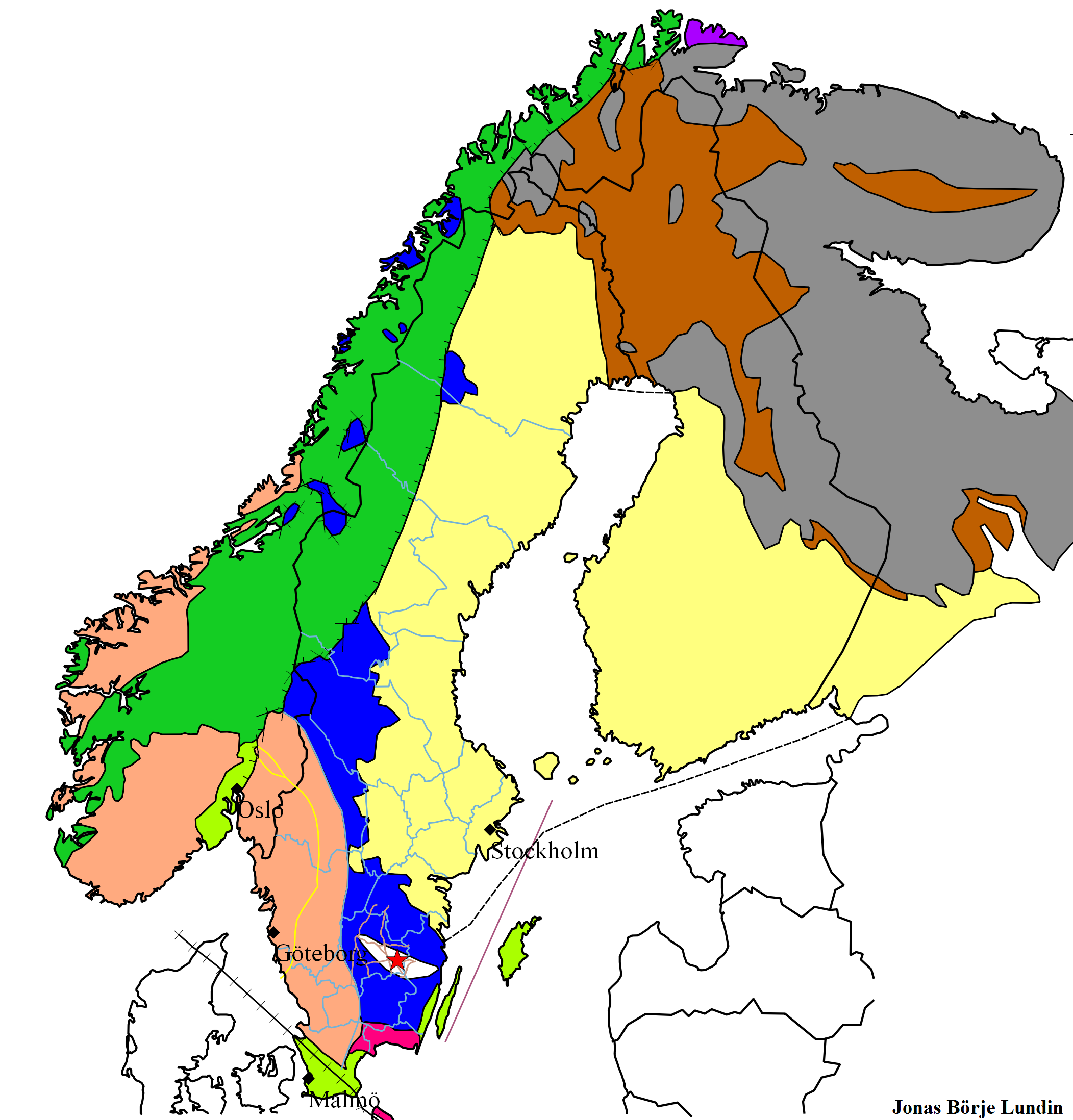
Geologisk karta av Fennoskandiska urbergsskölden.
Archaisk bergart
Proterozoisk bergart
Svecofenniska bergart
Transskandinaviska magmatiska bältet
Timanide Orogen
Sveconorwegiska Orogen
Kaledoniderna

Den fennoskandiska urbergsskölden eller baltiska skölden är en del av paleokontinenten Baltika och består av de prekambriska bergarterna som finns i mindre delar av Norge, stora delar av Sverige och hela Finland, samt nordvästra Ryssland. 
I söder, öster och norr omges den fennoskandiska urbergsskölden av sedimentära bergarter medan den i väster gränsar mot skanderna. I Karelen, på Kolahalvön samt norra och östra Finland är urbergsskölden uppbyggd av gnejser och graniter, samt tidiga sedimentära och vulkaniter i olika grad av metamorfos, bildade för 3,1 till 1,9 miljarder år sedan. Till detta område fogades för 2-1,8 miljarder år sedan väster om detta område genom bergartsbildande processer jordskorpan i södra Finland och Mellansverige, även denna av graniter och gnejser samt vissa metamorfa bergarter. Götalandskapen och södra Norges urbergssköld som även den främst består av granit med inslag av metamorfa bergarter, främst gnejs bildades därefter för 1,8 miljarder till 900 miljoner år sedan.
Fennoskandia är ett geografiskt begrepp som används för att beskriva ett område i nordvästra Europa. Området inkluderar den skandinaviska halvön (Norge och Sverige), Finland, Kolahalvön och Ryska Karelen. Begreppet Fennoskandia infördes av den finländske geologen Wilhelm Ramsay.
Inom geologin används begreppet för att beskriva den delen av jordskorpan som området och delar av Östersjön vilar på. Ett vanligt engelsk namn på detta geologiska fenomen är the Baltic Shield. Fynd av ortognejs har gjorts öster om Jarfjord i Sør-Varanger.